# Rheinwald
Rheinwald (Reto-Romaans: Valragn) is een gemeente in het Zwitserse kanton Graubünden en maakt deel uit van het district Viamala. De gemeente beslaat het grootste deel van het gelijknamige dal en ontstond op 1 januari 2019 uit de fusie van de voormalige gemeenten (van west naar oost in het dal) Hinterrhein, Nufenen, Medels im Rheinwald en Splügen. Het gemeentebestuur is gevestigd in Splügen. Er waren plannen dat ook de aangrenzende gemeente Sufers deel zou uitmaken van de fusiegemeente maar in deze gemeente behaalde het fusievoorstel in een referendum niet de meerderheid van de stemmen.
De gemeenten liggen alle in het bovendal van de Achter-Rijn, dewelke ontspringt op de zuidelijke flanken van de Rheinwaldhorn, Güferhorn en Rheinquellhorn op het grondgebied van de deelgemeente Hinterrhein. Het dorp Hinterrhein ligt op 1.625 m hoogte op de linkeroever van de Achter-Rijn. Het dal van de Achter-Rijn is in westelijke richting verder onbewoond en draagt hier de naam Zapport. Het loopt uit op het vergletsjerde bergmassief van de Adulagebergtegroep. Ten zuiden van de plaats begint de zeven kilometer lange San Bernardinotunnel die in 1967 geopend werd. Deze vormt, evenals de 2065 meter hoge San Bernardinopas, de verbinding met het Italiaanstalige deel van Graubünden, Valle Mesolcina. Medels im Rheinwald was al eind 2005 als voormalige zelfstandige gemeente opgegaan in Splügen, waar het van 2006 tot 2018 deel van uitmaakte. Splügen zelf ligt op een hoogte van 1.457 m in het Rijnwoud aan de Achter-Rijn en op de kruising van de routes naar de Splügenpas en de San Bernardinopas. Beide passen werden al in de Romeinse tijd gebruikt als verbindingsroutes naar Italië.
Buurgemeenten zijn Vals en Safiental in het noorden, Sufers in het oosten, het Italiaanse Madesimo en Mesocco in het zuiden, en Serravalle in het westen.

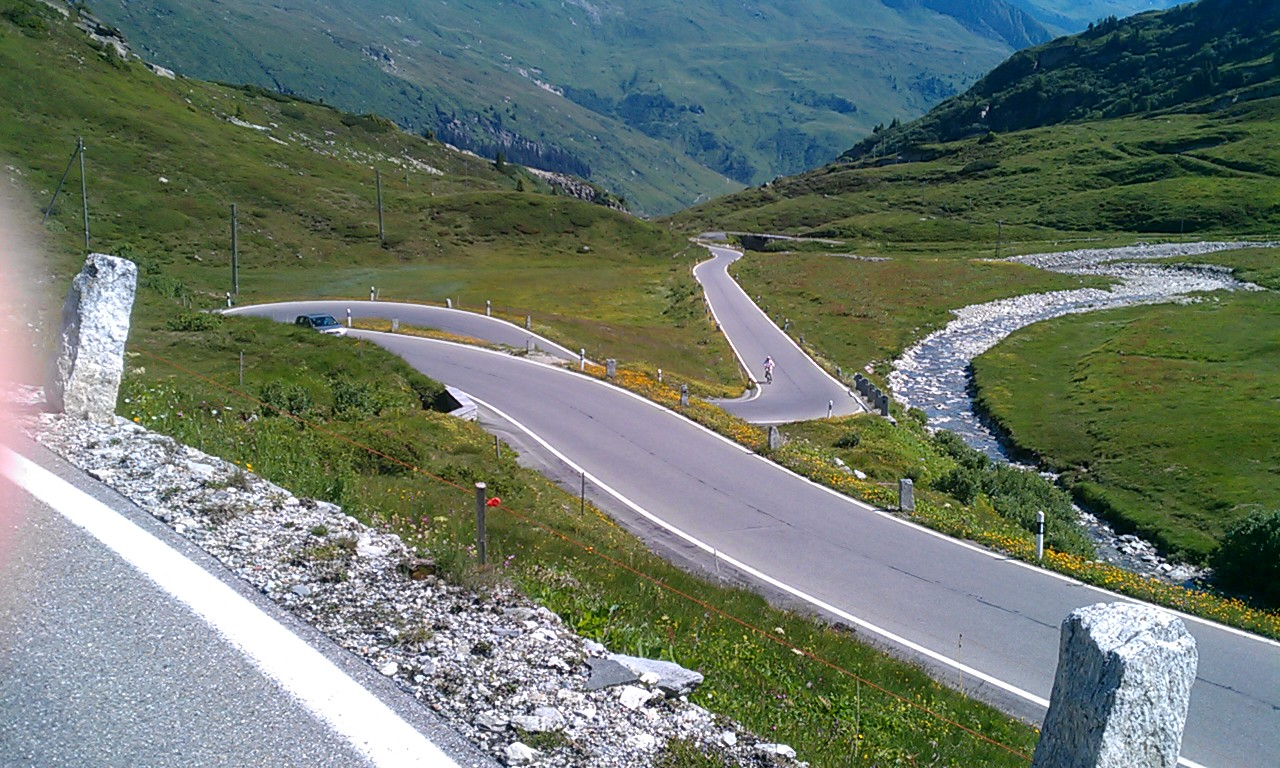
Haarspeldbochten van de San Bernardinopas